# Caju
O caju é muitas vezes tido como o fruto do cajueiro (Anacardium occidentale) quando, na verdade, trata-se de um pseudofruto.
O que entendemos popularmente como "caju" se constitui de duas partes: o fruto propriamente dito, que é a castanha; e seu pedúnculo floral, o pseudofruto, um corpo piriforme, amarelo, rosado ou vermelho.

## Etimologia
Na língua tupi, akaîu (caju) significa noz que se produz.
Na tradição oral sabe-se que acayu ou aca-iu refere-se a ano, uma vez que os indígenas contavam a idade a cada floração e safra.

## O pseudofruto e fruto (propriedades e beneficiamento)

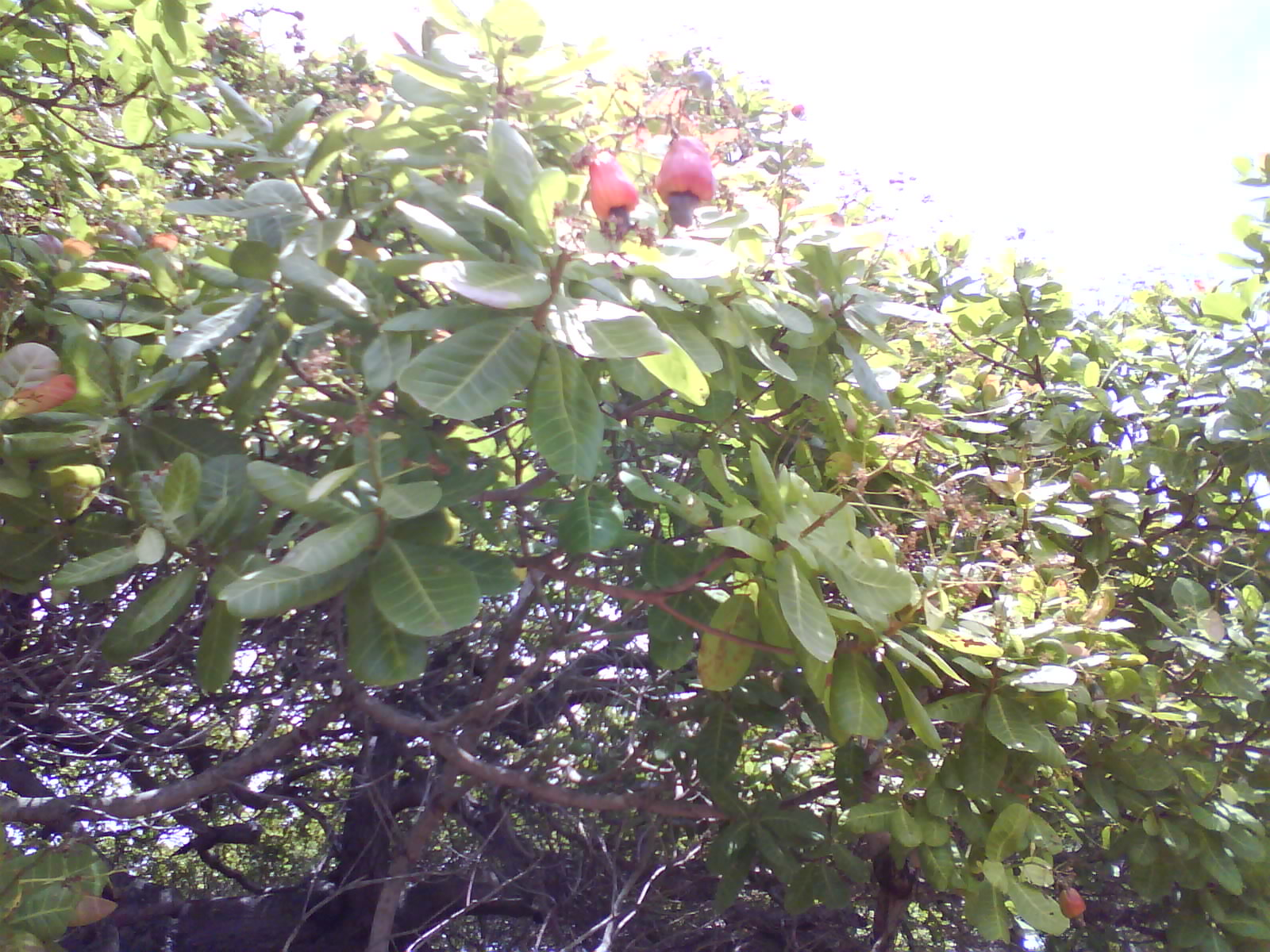
Cajueiro frutificando no município de Cascavel, no Ceará, um dos grandes produtores de caju no estado

O caju, o pseudofruto, é suculento e rico em vitamina C e ferro. Depois do beneficiamento do caju, preparam-se sucos, mel, doces, como cajuada, caju passas, rapadura de caju. Como seu suco fermenta rapidamente, pode ser destilado para produzir uma aguardente o cauim. Dele também são fabricadas bebidas não alcoólicas, como a cajuína.
Muito antes do descobrimento do Brasil e antes da chegada dos portugueses, o caju já era alimento básico das populações autóctones. Por exemplo: os tremembé já fermentavam o suco do caju, o mocororó, que era e é bebido na cerimônia do Torém.
Existe uma variedade enorme de pratos feitos com o caju e com a castanha de caju.
De suas fibras (resíduo/bagaço), ricas em aminoácidos e vitaminas, misturadas com temperos, é feita a "carne de caju".

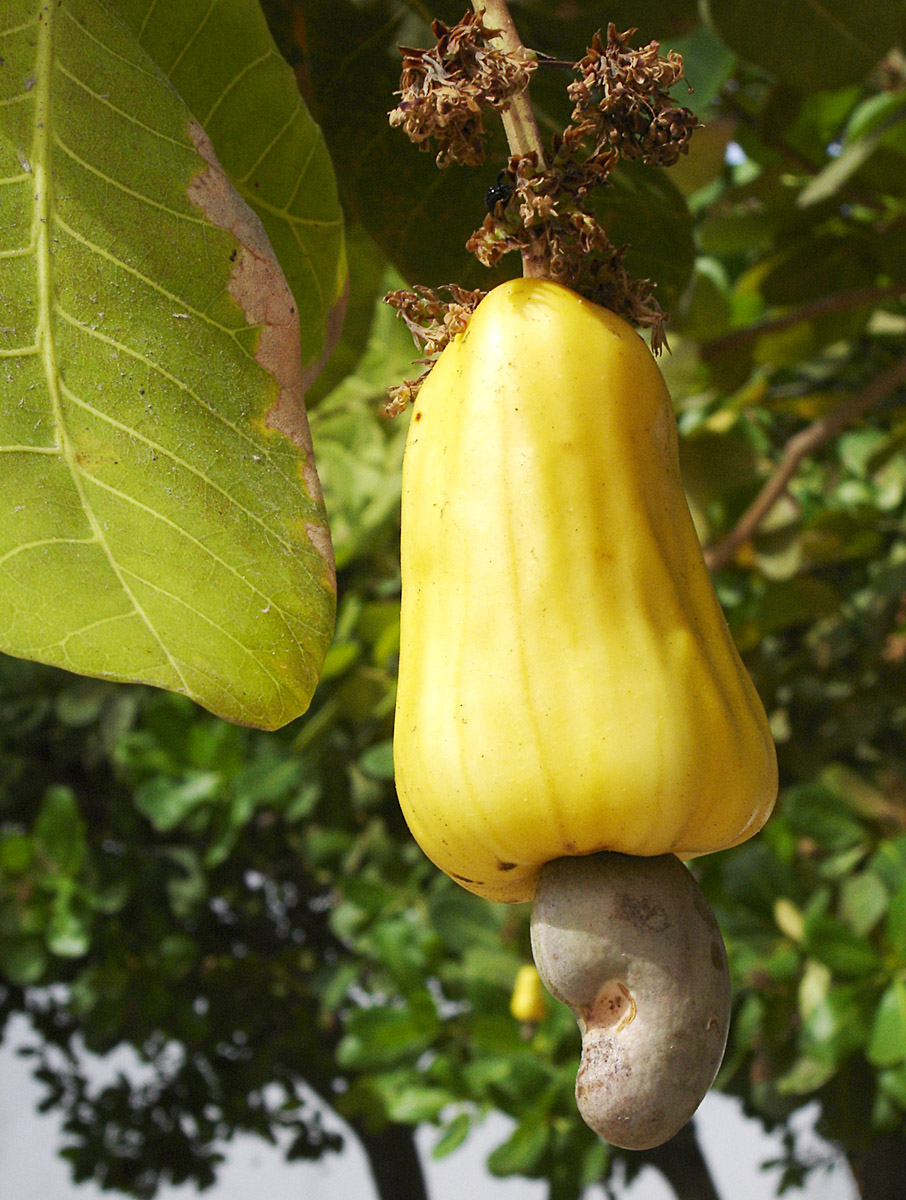
Fruto com pseudofruto.

O fruto propriamente dito é duro e oleaginoso, mais conhecido como "castanha de caju", cuja semente é consumida depois do fruto ser assado, para remover a casca, ao natural, salgado ou assado com açúcar.
A extração da amêndoa da castanha de caju depois de seca, é um processo que exige tempo, método e mão de obra.
O método de extração da amêndoa da castanha de caju utilizado pelos indígenas era a sua torragem direta no fogo, para eliminar o "Líquido da Castanha de Caju" ou LCC; depois do esfriamento a quebra da casca para a retirar a amêndoa.
Com a industrialização este método possui mais etapas: lavagem e umidificação, cozimento, esfriamento, ruptura da casca, estufamento.
A amêndoa da castanha de caju é rica em fibras, proteínas, minerais (magnésio, ferro, cobre e zinco), vitamina K, vitamina PP, complexo B (menos a vitamina B12), carboidratos, fósforo, sódio e vários tipos de aminoácidos.

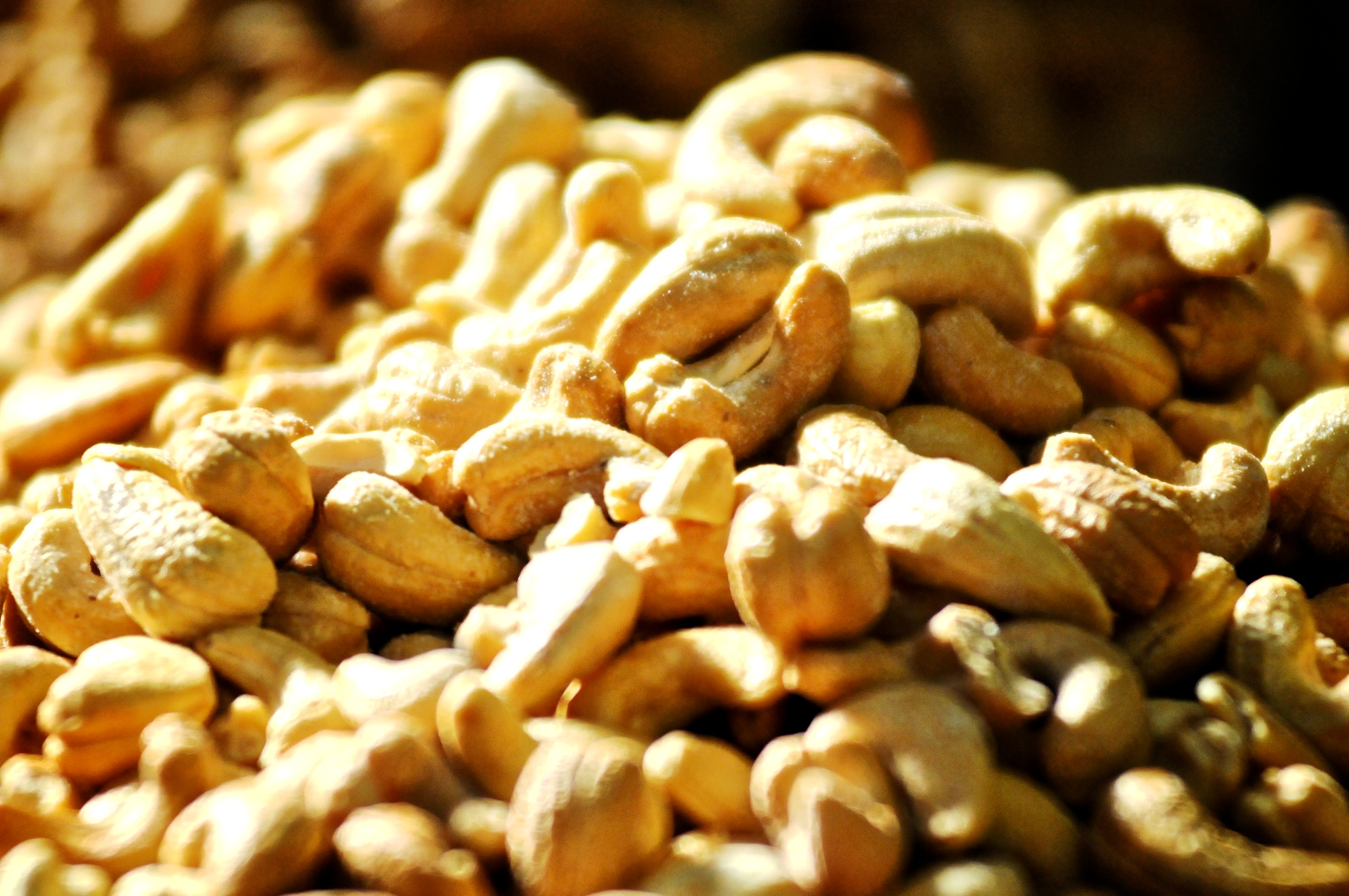
Castanha de caju

No entanto, a castanha de caju não possui quantidades relevantes de vitamina A, vitamina D e cálcio. Acredita-se que a castanha do caju contribua no combate às doenças cardíacas. A castanha de caju ainda verde (maturi) também pode ser usada nos pratos quentes.
A castanha possui uma casca dupla contendo a toxina Urushiol (também encontrada na hera venenosa), um alergênico que irrita a pele. Por isso a castanha deve ter sua casca removida através de um processo que causa dolorosas rachaduras nas mãos. A castanha também possui ácido anacárdico, potente contra bactérias gram-positivas como Staphylococcus aureus e Streptococcus mutans, que provoca cáries dentárias.
O "Líquido da Castanha de Caju" ou LCC, depois de beneficiado é utilizado em resinas; materiais de fricção; em lonas de freio e o outros produtos derivados; vernizes; detergentes industriais; inseticidas; fungicidas e até biodiesel.

## Do Brasil para a África e Ásia
Fruto nativo do Brasil, o caju foi levado pelos portugueses do Brasil para a Ásia e a África.
A mais antiga descrição escrita do fruto é de André Thevet, em 1558, comparado este a um ovo de pata. Posteriormente, Maurício de Nassau protegeu os cajueiros por decreto, e fez o seu doce, em compotas, chegar às melhores mesas da Europa. É muito cultivado nas regiões tropicais da América, África e Ásia. Os principais países exportadores de castanhas de caju (com casca) foram o Vietnã, Costa do Marfim e Gana (médias 1961-2021), e em média  de 2010 a 2021 a Costa do Marfim, Vietnã et Tanzânia, respetivamente.

## Produção

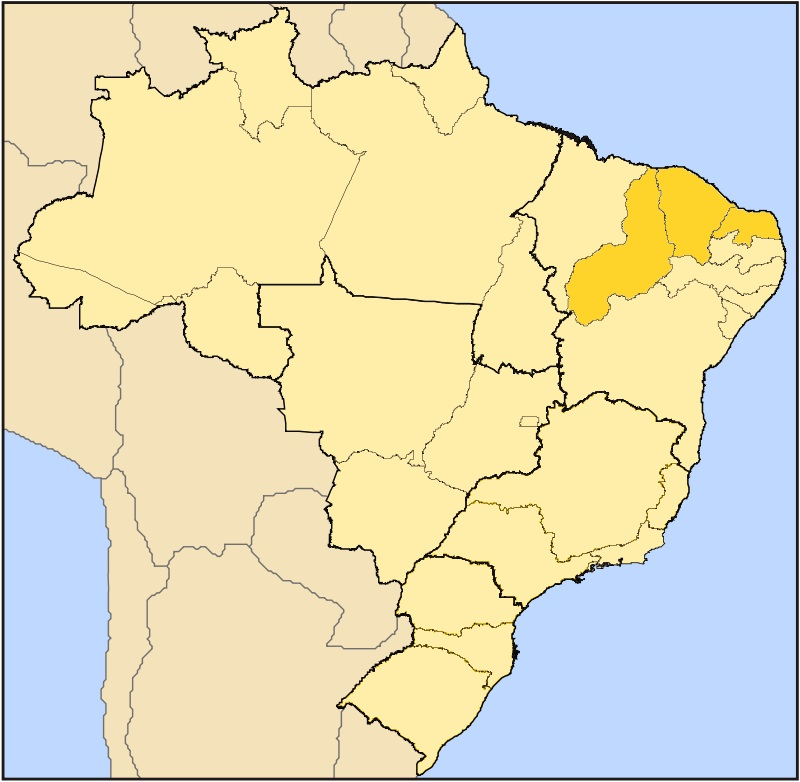
Principais estados produtores de caju no Brasil em 2019, em amarelo escuro

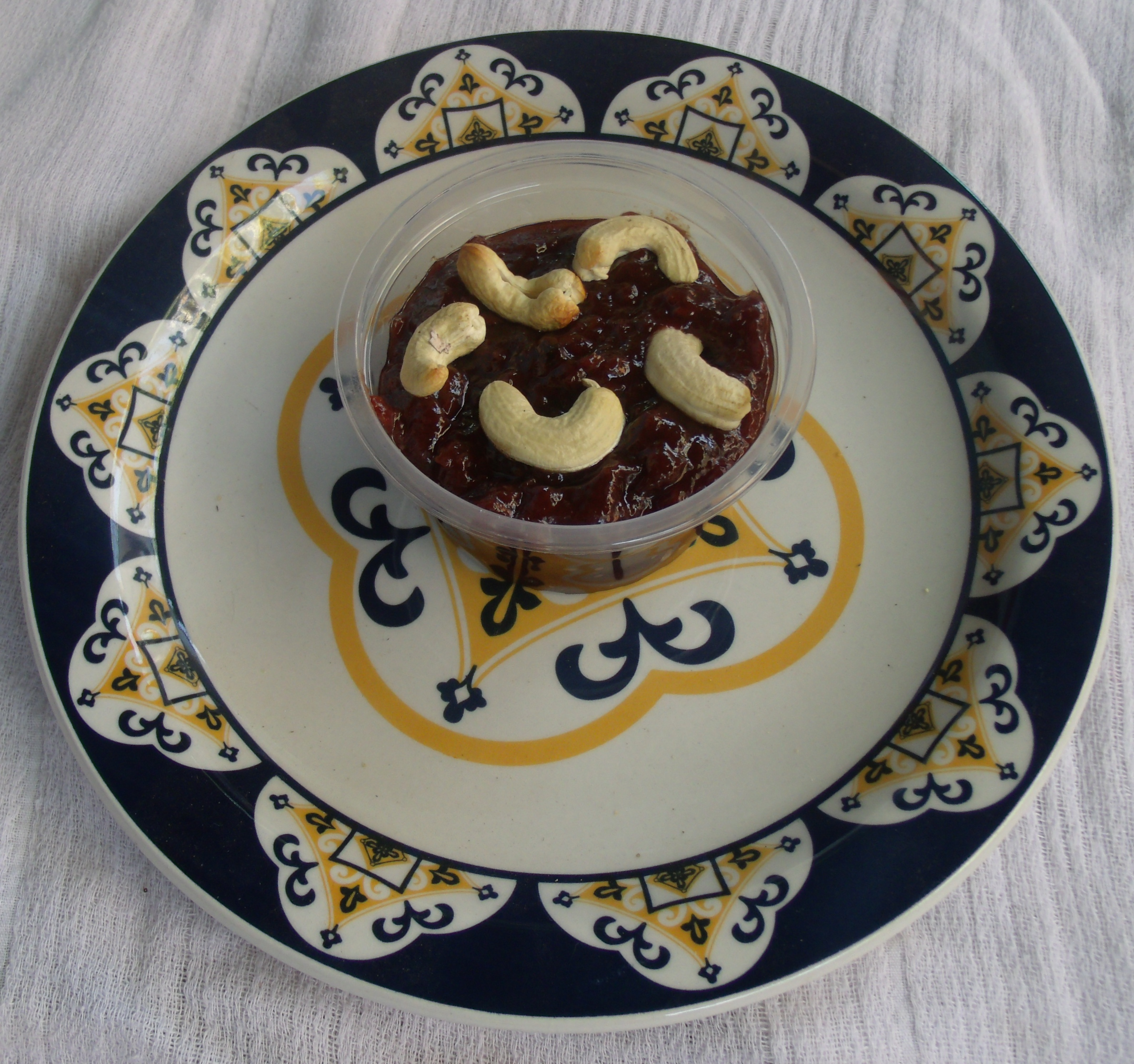
Doce de caju, decorado com castanha, em Campo Maior.

A castanha de caju é hoje um produto de base comum em todas as regiões com um clima suficientemente quente e úmido, repartindo-se por mais de 31 países, para uma produção anual, em 2006, de mais de três milhões de toneladas, segundo números da FAO(Organização das Nações Unidas para a Agricultura e a Alimentação). A área total de cultivo é de 54.570 km², para um rendimento médio de 814 kg/hectare.
A produção de caju no Brasil é realizada quase que exclusivamente no Nordeste. A área ocupada com cajueiros no Brasil em 2017 foi calculada em 505,5 mil ha; desse total, 99,5% está localizado no Nordeste. Os principais produtores dessa região são o Ceará (61,6% da área nacional), Rio Grande do Norte e Piauí. Porém, o Brasil, que em 2011 era o quinto maior produtor mundial de castanha de caju, em 2016, caiu para a 14ª posição, com 1,5% do volume total de castanha produzido no mundo. O Vietnã, a Nigéria, a Índia e a Costa do Marfim foram os maiores produtores mundiais de castanha de caju em 2016, com 70,6% da produção global. Nos últimos anos, tem ocorrido acirramento da concorrência com alguns países africanos, onde programas governamentais têm impulsionado a expansão da cultura e da capacidade de processamento. Estima-se que em 295 mil toneladas por ano a capacidade instalada de processamento de castanha de caju no Nordeste, porém, a Região só conseguiu produzir em torno de um quarto dessa quantidade. Dentre os principais produtores mundiais, o Brasil é o que possui a menor produtividade. Diversos fatores são apontados  como causa da baixa  produtividade e da queda na produção brasileira de castanha de caju. Um dos motivos é que a maior parte dos pomares está em fase de declínio natural da produção. Além disso, os cajueirais gigantes, que são maioria na Região, são explorados de forma quase extrativista, com baixa utilização de tecnologia.
Em 2018, o Brasil produziu 141 mil toneladas de castanha de caju, sendo o 8° maior produtor do mundo, atrás de Índia, Costa do Marfim, Tanzânia, Vietnã, Filipinas, Mali, e Indonésia. Em 2020, com 0,84 milhões de toneladas produzidas, a Costa do Marfim tornou-se o primeiro produtor mundial, à frente da Índia (0,70 Mt), e o Brasil produziu 0,13 Mt nesse ano (ocupando o 8º lugar no mundo).

## Produção mundial de castanha de caju
| País                                     | Produção em 2018 (milhões de toneladas anuais) |
| ---------------------------------------- | ---------------------------------------------- |
| Índia                                    | 0,81                                           |
| Costa do Marfim                          | 0,76                                           |
| Tanzânia                                 | 0,31                                           |
| Vietname                                 | 0,26                                           |
| Filipinas                                | 0,22                                           |
| Mali                                     | 0,16                                           |
| Indonésia                                | 0,14                                           |
| Brasil                                   | 0,14                                           |
| Burquina Fasso                           | 0,13                                           |
| Moçambique                               | 0,13                                           |
| Total mundial                            | 3,70                                           |
| Fonte: Food and Agriculture Organization |                                                |

## Plantio
O terreno para o plantio do caju deve ser ligeiramente inclinado para evitar a erosão, profundo, com pelo menos dois metros de terra, bem drenado, de modo a não empoçar. O solo deve ser fértil e de textura média (barrenta), e de preferência deve ser próximo de uma fonte de água potável.
Na hora de escolher as sementes, deve-se colocá-las em uma bacia com água, e descartar as que boiarem. As sementes têm um poder germinativo de até 12 meses se forem armazenadas em sacos de pano ou de papel.
O plantio deve ser realizado no início da estação chuvosa, e antes de replantar a muda no local definitivo deve-se verificar se a planta possui pelo menos seis folhas maduras e saudáveis.